# Emily Large
Emily Louise Richards (nacida Emily Louise Large; Newcastle upon Tyne, 1 de febrero de 2001) es una deportista británica que compite en natación. Está casada con el nadador Matthew Richards.
Ganó una medalla de oro en el Campeonato Mundial Junior de Natación de 2017, en la prueba de 200 m mariposa.